# Michael Ammon
Michael Ammon (* 22. Juli 1988 in Selb) ist ein deutscher Koch.

## Werdegang
Ammon absolvierte ab 2006 erst eine Ausbildung zum Restaurantfachmann im Gasthaus Grainer bei Christian Grainer in Kirchdorf (ein Michelinstern) und ab 2012 eine Ausbildung zum Koch im Landhaus Feckl bei Franz Feckl in Ehningen (ein Michelinstern). Ein Besuch der JRE-Eliteschule in Koblenz schloss sich an sowie die Ausbildung zum Weinfachmann.
Dann wechselte er zum Restaurant Blauer Bock in München bei Hans-Jörg Bachmeier.
2016 machte er sich im Gasthaus Jakob in Perasdorf selbstständig, gemeinsam mit seiner Lebensgefährtin und seinem Bruder als Sommelier. 2020 wurde das Gasthaus Jakob mit einem Michelinstern ausgezeichnet.

## Auszeichnungen
- 2018: Entdeckung des Jahres in Der Große Restaurant & Hotel Guide
- 2020: Ein Stern im Guide Michelin für das Gasthaus Jakob

- 2021: "Aufsteiger des Jahres" in Der Große Restaurant & Hotel Guide[4]